# Koko ni Ita Koto
Koko ni Ita Koto (яп. ここにいたこと Коко ни ита кото, «Мы были здесь») — третий студийный альбом японской женской идол-группы AKB48, вышедший 8 июня 2011 года и возглавивший японский альбомный чарт Oricon.

## Информация об альбоме
Koko ni Ita Koto стал первым оригинальным альбомом AKB48. О его выпуске было впервые объявлено 21 февраля 2011. Предварительно предполагалось, что оригинальное издание будет включать в себя фото-бук, где будет более 100 фотографий, лотерейный билет на розыгрыш особого подарка от группы, фотография и DVD с видеоклипами. Театральное издание должно было содержать билет на встречу с группой и фото-мероприятие по случаю выхода альбома, а также фото одной из участниц группы.
5 марта 2011 на одной из встреч поклонников с группой было объявлено, что в альбоме будет 16 песен, 11 из которых прежде не издавались на CD.
Koko ni Ita Koto должен был выйти 6 апреля 2011, но выпуск был отложен до 8 июня из-за трагических событий в Японии. Также было объявлено, что часть средств от продажи альбома будет передана на помощь пострадавшим во время землетрясения и цунами.

## Коммерческий успех
В первую неделю после выхода Koko ni Ita Koto возглавил еженедельный альбомный хит-парад Японии Oricon. За первую неделю было продано около 602000 его копий.

## Оценки критиков
Англоязычная газета «The Japan Times» опубликовала негативный отзыв, в котором их журналист заявил, что «в более цивилизованные времена такую музыку жгли бы на улицах».

## Список композиций
| №                   | Название                                                                     | Исполнители                                                                              | Длительность |
| ------------------- | ---------------------------------------------------------------------------- | ---------------------------------------------------------------------------------------- | ------------ |
| 1.                  | «Shōjotachi yo» (少女たちよ «Girls»)                                         |                                                                                          |              |
| 2.                  | «Overtake»                                                                   | Team A                                                                                   |              |
| 3.                  | «Boku ni Dekiru Koto» (僕にできること «What Can I Do?»)                      | Team K                                                                                   |              |
| 4.                  | «Ren’ai Circus» (恋愛サーカス «Love Circus»)                                 | Team B                                                                                   |              |
| 5.                  | «Kaze no Yukue» (風の行方 «Direction of the Wind»)                           | Асука Курамоти, Рино Сасихара, Минами Такахаси, Юко Осима, Минами Минэгиси, Юки Касиваги |              |
| 6.                  | «Wagamama Collection» (= わがままコレクション «Selfish Collection»)          | Айка Ота, Ами Маэда, Мика Комори, Сумирэ Сато, Маю Ватанабэ, Дзюрина Мацуи               |              |
| 7.                  | «Ningyo no Vacances» (人魚のバカンス «Mermaid’s Vacances»)                   | Аки Такадзё, Моэно Нито, Юи Ёкояма, Томоми Касай, Риэ Китахара, Амина Сато, Юка Масуда   |              |
| 8.                  | «Kimi to Boku no Kankei» (君と僕の関係 «The Relationship Between Us»)        | Ацуко Маэда, Томоми Итано                                                                |              |
| 9.                  | «Iikagen no Susume» (イイカゲンのススメ «Encouragement to Be Irresponsible») | Харука Катаяма, Харуна Кодзима, Марико Синода, Саяка Акимото, Саэ Миядзава, Рэна Мацуи   |              |
| 10.                 | «High School Days»                                                           | Research Students                                                                        |              |
| 11.                 | «Team B Oshi» (チームB推し «Team B Fan»)                                     | Team B                                                                                   |              |
| 12.                 | «Chance no Junban» (チャンスの順番)                                          |                                                                                          |              |
| 13.                 | «Beginner»                                                                   |                                                                                          |              |
| 14.                 | «Ponytail to Chouchou»                                                       |                                                                                          |              |
| 15.                 | «Heavy Rotation»                                                             |                                                                                          |              |
| 16.                 | «Koko ni Ita Koto» (ここにいたこと «We Were Here»)                           | AKB48, SKE48, SDN48, NMB48                                                               |              |
| Общая длительность: | Общая длительность:                                                          | Общая длительность:                                                                      | 69:27        |

| №  | Название               | Длительность |
| -- | ---------------------- | ------------ |
| 1. | «Ponytail to Chouchou» |              |
| 2. | «Heavy Rotation»       |              |
| 3. | «Beginner»             |              |
| 4. | «Chance no Junban»     |              |